# Miane
Miane ist eine italienische Gemeinde im Nordosten Italiens in der Provinz Treviso und der Region Venetien mit 3098 Einwohnern (Stand 31. Dezember 2023). Das Gemeindegebiet erstreckt sich über eine Höhe von 163 m bis zu 1464 m s.l.m.
Die Nachbargemeinden sind: Farra di Soligo, Follina, Mel (BL) und Valdobbiadene.
Miane gehört zur Comunità Montana "Prealpi Trevigiane".